# Kelly Sotherton
Kelly Sotherton (Reino Unido, 13 de noviembre de 1976) es una atleta británica, especialista en la prueba de heptalón, con la que ha logrado ser medallista de bronce olímpica en 2004 y en 2008.

## Carrera deportiva
En las Olimpiadas de Atenas 2004 ganó el bronce en heptalón y en las siguientes Olimpiadas, las de Pekín 2008 ganó dos medallas de bronce: de nuevo en heptalón y en relevos 4x400 metros.
En el Mundial de Osaka 2007 ganó la medalla de bronce en heptalón, consiguiendo un total de 6510 puntos que fue su mejor marca personal, quedando tras la sueca Carolina Klüft que con 7032 puntos consiguió el récord del mundo, y la Lyudmila Blonska.